# Skullmonkeys
Skullmonkeys je videohra pro Sony PlayStation z roku 1998. Jde o pokračování hry The Neverhood od stejného tvůrce – Douglas TenNapel. Klogg se po výstřelu na konci hry The Neverhood dostane na planetu Idznak, kde žijí Skullmonkeys ("Lebkoopice"), nasadí si lebku a stane se vládcem těchto tupých stvoření. Klaymen je dopraven na tento svět a stylem jump'n'run hry se probojuje do konce příběhu.